# Asphodelus serotinus
Asphodelus serotinus là một loài thực vật có hoa trong họ Thích diệp thụ. Loài này được Wolley-Dod miêu tả khoa học đầu tiên năm 1914.